# Municipio de Union (condado de White, Arkansas)
Union Township es un municipio del condado de White, Arkansas, Estados Unidos. Según el censo de 2020, tiene una población de 10 502 habitantes.
Es una subdivisión exclusivamente geográfica, por cuanto el estado de Arkansas ya no utiliza la herramienta de los townships como gobiernos municipales.

## Geografía
Está ubicado en las coordenadas 35°4′1″N 91°53′12″O / 35.06694, -91.88667 (35.066839, -91.886542). Según la Oficina del Censo de los Estados Unidos, tiene una superficie total de 122.84 km², de la cual 122.26 km² corresponden a tierra firme y 0.58 km² es agua.

## Demografía
Según el censo de 2020, hay 10 502 personas residiendo en la zona. La densidad de población es de 85.90 hab./km². El 84.56% de los habitantes son blancos, el 5.26% son afroamericanos, el 0.46% son amerindios, el 0.75% son asiáticos, el 0.06% son isleños del Pacífico, el 1.50% son de otras razas y el 7.41% son de una mezcla de razas. Del total de la población, el 3.93% son hispanos o latinos de cualquier raza.